# Veľké Straciny
Veľké Straciny jsou obec v okrese Veľký Krtíš v Banskobystrickém kraji na Slovensku. Leží ve východní části Ipeľské kotliny přibližně 6 km jihovýchodně od okresního města. Žije zde 168 obyvatel.
První písemná zmínka o obci pochází z roku 1236. V obci se nachází jednolodní barokně-klasicistický evangelický kostel s představěnou věží z roku 1776. Vnitřní vybavení kostela je v neoklasicistním stylu.